# Vasudvard
Vasudvard, más néven Angrenost egy hely J. R. R. Tolkien képzeletbeli Középfölde-világában. Hatalmas, gyűrű alakú erődítmény, melynek közepén az elpusztíthatatlan kőből épült Orthanc áll.

## Fekvése és leírása

### Fekvése
A Mágus Völgyében fekszik, a Rohani Kapu közelében. A kőgyűrű mellett folyik a Vasfolyó, amivel bármikor el lehet árasztani.

### Leírása
Egy hatalmas kőgyűrű, amiben felállították elpusztíthatatlan kőből Orthanc sziklacsúcsát, amin később Szarumán felépítette az azonos nevű tornyot.

## Története
Anárion vagy Meneldil idején építették, a Másodkor végén vagy a Harmadkor elején. Belsejében sokáig liget volt, amit Szarumán vágatott ki a Harmadkor utolsó évében. A Harmadkorban Barahir fia Beren gondori helytartó Szarumánnak adta Orthanc kulcsait, és az istar odaköltözött, azzal a céllal, hogy a Hatalom Gyűrűit tanulmányozza. A rohani Thengel király és a gondori II. Echtelion helytartó idején minden különösebb hírverés nélkül Vasudvard Urának nyilvánította önmagát, és Orthanc sziklacsúcsán azonos nevű tornyot állított fel. A Gyűrűháború idején Szarumán itt fogta el és tartotta fogva Gandalfot, majd kivágatta a ligetet, lyukakat hozott létre, amelyekben az uruk-hai orkokat szaporította. Szilszakáll az entekkel később bevette Vasudvardot, és kitisztította. Itt zajlott Szarumán és Gandalf szópárbaja, majd Szarumán elhagyta korábbi erősségét. A Gyűrűháború után Vasudvard az entek gondozása alá került, és a Király tulajdona lett.